# Vida Artística : semanário de artes e letras
Vida Artística : semanário de artes e letras  publicou-se em Lisboa, a partir de  março de 1911, ao longo de 47 números, aos quais acresce um número extraordinário, assinalando o Carnaval de 1912. Suspendeu a publicação em 30 de abril de 1912. Regendo-se pela divisa "para Arte e pela Arte", e embora assumisse um papel forte na divulgação do Teatro português, Vida Artística : semanário de artes e letras passava em revista um leque alargado de matérias, sendo a arte, a literatura, a música erudita, os desportos e a tauromaquia presenças habituais nas suas páginas. Editada por Ernesto Zenóglio, teve como diretor J. Pedroso Amado, que seria também o seu primeiro proprietário (do n.º 1 ao n.º 13). Passou depois para as mãos de Jaime Correia (até ao n.º 41) e, finalmente, para a empresa Vida Artística. Para além da diversidade e qualidade dos conteúdos escritos, a publicação pautava-se por um apuro gráfico com recurso intensivo a ilustração (desenho e fotografia) o que faz dela, também, uma importante fonte iconográfica para os primeiros anos da I República.